# چیش-زاگروجه
چیش-زاگروجه (به لهستانی:  Cisie-Zagrudzie) یک روستا در لهستان است که در گمینا کوتونگ واقع شده‌است.